# Station Bagor
Bagor is een spoorwegstation in Nganjuk in de Indonesische provincie Oost-Java.